# Edwardsia tuberculata
Edwardsia tuberculata är en havsanemonart som beskrevs av Dueben och Johan Koren 1847. Edwardsia tuberculata ingår i släktet Edwardsia och familjen Edwardsiidae. Arten är reproducerande i Sverige. Inga underarter finns listade i Catalogue of Life.